# مارتن بالومبو
مارتن بالومبو (بالنرويجية البوكمول: Martin Palumbo)‏ هو لاعب كرة قدم نرويجي وإيطالي، ولد في 5 مارس 2002 في برغن في النرويج.

## هوامش
1. ↑  The team's name was changed from Juventus U23 to Juventus Next Gen in August 2022.[1]

## وصلات خارجية
- مارتن بالومبو على موقع اتحاد النرويج (النرويجية)
- مارتن بالومبو على موقع قاعدة بيانات كرة القدم.إي يو (الإنجليزية)
- مارتن بالومبو على موقع Soccerbase.com (لاعب) (الإنجليزية)
- مارتن بالومبو على موقع Soccerway.com (الإنجليزية)
- مارتن بالومبو على موقع عالم كرة القدم.نت (الإنجليزية)